# Tartufo al rum
Il tartufo (anche detto tartufino) al rum o pallina al rum è un tipo di cioccolatino alcolico di cui esistono innumerevoli varianti. I tartufi al rum si preparano creando un impasto di burro, cioccolato, rum e altri ingredienti dolci a piacere poi suddiviso in più palline.
I tartufi al rum risultano inventati in Danimarca, ove prendono molti nomi diversi (trøffel, sputnik, romkugle, krumsebolle). Sono anche diffusi in altre parti d'Europa, tra cui l'Italia, i Paesi di lingua tedesca (rumkugeln), e in Ungheria, ove vengono fatti con il cocco (kokuszgolyo). Oggi tali dolci sono tipici delle festività natalizie.